# Skrovlig hjärtmussla
Skrovlig hjärtmussla (Parvicardium scabrum) är en musselart som beskrevs av Philippi 1844. Skrovlig hjärtmussla ingår i släktet Parvicardium och familjen hjärtmusslor. Enligt den svenska rödlistan är arten otillräckligt studerad i Sverige. Arten förekommer i Götaland. Artens livsmiljö är havet. Inga underarter finns listade i Catalogue of Life.